# Malpartida de Corneja
Malpartida de Corneja és un municipi de la província d'Àvila, a la comunitat autònoma de Castella i Lleó. Limita al nord amb Collado del Mirón, a l'oest amb El Mirón, Santa María del Berrocal i San Bartolomé de Corneja, al sud amb Piedrahíta i a l'est amb Mesegar de Corneja i Becedillas.

## Demografia
| 1991 | 1996 | 2001 | 2004 |
| ---- | ---- | ---- | ---- |
| 237  | 239  | 200  | 181  |